# Kärlekens bröd
Kärlekens bröd är en svensk film från 1953 i regi av Arne Mattsson. 

## Om filmen
Filmen hade premiär den 23 oktober 1953 på Grand i Stockholm. Den är bland annat inspelad i Funäsdalen, Sånfjället, Klövsjö och i Ore i Dalarna. 

## Roller i urval
- Folke Sundquist - fången, sovjetsoldat
- Georg Rydeberg - Ledin, gruppchef
- Nils Hallberg - Tom, soldat
- Lennart Lindberg - berättaren, soldat
- Erik Hell - "utkastaren", soldat
- Yngve Nordwall - prästen
- Sissi Kaiser - Lunnaja (Månkvinnan), fångens hustru
- Dagny Lind - utkastarens mor

## Filmmusik i urval
- Kavaljersvisa från Värmland (Det gör detsamma vart du kommer när du dör), text Sten Selander (sjungen av Nils Hallberg)